# Висла (баскетбольный клуб)
«Висла Кэн-Пак» — польский женский баскетбольный клуб из Кракова. Основан в 1928 году. Самый титулованный клуб в Польше — 24 победы в национальном первенстве.

## История
Первый расцвет игры «Висла Кэн-Пак» пришёлся на 60-70-е года, когда команда выиграла 12 титулов чемпионата Польши, играла в финале Кубка Чемпионов с советским «ТТТ». Затем команда ушла в тень и снова появилась на первых ролях с 2006 года, за это время она участвовала в Финале четырёх (2009/10) и Финале восьми (2011/12) Евролиги ФИБА.
Проиграв в сезоне 2012/13 все свои финальные матчи команде «ССС Польковице» в кубке Польши (63:72), в национальном первенстве (серия 0—4), в следующем сезоне краковянки сполна расплатились с обидчиками, теперь они выиграли все финальные игры: кубок Польши (68:64) и польское первенство (серия 3—2).

## Достижения
- Финалист Кубка Чемпионов: 1970
- Чемпион Польши: 1963, 1964, 1965, 1966, 1968, 1969, 1970, 1971, 1975, 1976, 1977, 1979, 1980, 1981, 1984, 1985, 1988, 2006, 2007, 2008, 2011, 2012, 2014, 2015
- Серебряный призёр чемпионата Польши: 1952, 1967, 1972, 1973, 1974, 1983, 1987, 1992, 1999, 2005, 2013
- Бронзовый призёр чемпионата Польши: 1951, 1959, 1960, 1961, 1962, 1982, 1998, 2000, 2009
- Обладатель кубка Польши: 1959, 1966, 1967, 1979, 1984, 2006, 2008, 2009, 2012, 2014

### Известные игроки
| - Кара Брэкстон - Анна Дефорже - Дорота Гбырчик-Сикора - Магдалена Лечиевска - Эвелина Кобрин - Ана Дабович - Эрин Филлипс - Жанель Бурсе - Николь Пауэлл - Ива Перованович - Марина Кресс | - Изиане Кастро Маркес - Елена Левченко - Анада Елавич - Елена Скерович - Кэндис Дюпри - Марта Фернандес - Наталия Трофимова - Лирон Коэн - Гунта Башко-Мелнбарде - Тадж Макуильямс-Франклин |